# 1821년 엡섬 더비
《1821년 엡섬 더비》(프랑스어: Le Derby de 1821 à Epsom, 영어: The 1821 Derby at Epsom) 또는 《경마》(프랑스어: Course de chevaux, 영어: Horse Race)는 프랑스 화가 테오도르 제리코가 1821년에 그린 작품으로, 현재 루브르 박물관에 소장되어 있으며 1821년에 열린 더비를 묘사하고 있다.

## 설명
말에 매료된 제리코는 말을 소재로 한 그림을 많이 그렸다. 한때 베르사유궁의 황실 마구간에서 일하면서 말을 자세히 관찰할 수 있게 되었고, 수많은 말의 초상화를 남겼다. 제리코가 그린 다른 말 그림으로는 《돌격하는 기병 장교》(1812)와 《로마에서의 자유마 경주》(1819) 등이 있다.
이 작품은 제리코가 영국을 여행하던 시기에 그려졌는데, 당시 그는 주로 석판화 작업을 선호하던 때라 이 그림은 드물고도 귀중한 회화로 여겨진다. 이 그림은 영국의 말 중개업자 애덤 엘모어의 의뢰로 제작되었다. 해당 경주에서는 회색 말인 구스타부스(Gustavus)가 우승했으며, 엡섬 더비에서 우승한 최초의 회색 말이었다. 이 작품은 1866년에 루브르 박물관에 소장되었다.
그림 속 말들의 자세, 즉 네 다리가 공중에 떠 있는 동안 앞다리와 뒷다리를 모두 바깥쪽으로 뻗은 형태는 실제로 질주하는 말에게서는 볼 수 없는 동작이다. 이는 1878년 에드워드 마이브리지가 고속 촬영을 통해 결정적으로 입증했는데, 말이 전속력으로 달릴 때 네 다리가 모두 공중에 떠 있는 순간은 네 다리가 몸 아래로 모였을 때이며, 그 직후 뒷다리가 땅에 닿는다. 이 그림을 그렸을 당시에는 빠르게 달리고 있는 말의 모습을 정확하게 포착할 수 있는 기술이 없었기 때문에 작가의 상상에 의존하여 비현실적인 자세로 그려졌을 것으로 보인다.
프랑스의 패션 브랜드 롱샴의 로고는 이 작품에 등장하는 말과 기수의 모습과 유사하지만, 이를 직접 참고해 디자인했다는 공식적인 근거는 없다.